# Scalidognathus tigerinus
Espèce
Scalidognathus tigerinus est une espèce d'araignées mygalomorphes de la famille des Idiopidae.

## Distribution
Cette espèce est endémique du Tamil Nadu en Inde. Elle se rencontre dans le district de Coimbatore vers 476 m d'altitude.

## Description
La femelle holotype mesure 10,30 mm.

## Publication originale
- Sanap & Mirza, 2011 : Two new trapdoor spider species of the genus Scalidognathus Karsch, 1891 (Araneae: Idiopidae) from the southern western Ghats of India. Acta Zoologica Lituanica, vol. 21, vol. 2, p. 96-102 ([ texte intégral]).